# Sphyrapicus nuchalis
Sphyrapicus nuchalis là một loài chim trong họ Picidae.